# المدرسة الأمريكية الدولية (الرياض)
المدرسة الأمريكية الدولية في الرياض (بالإنجليزية: American International School – Riyadh) ، هي مدرسة أمريكية دولية تعتمد على المنهج التعليمي الأمريكي في العاصمة السعودية الرياض ، وتقوم بتدريس طلبة الجالية الأمريكية وبلدان أخرى ، يبلغ عدد الطلبة حوالي 1522 طالب وطالبة ، أسست المدرسة سنة 1963م.